# Sundarijal
Sundarijal (nep. सुन्दरीजल) – najniższa szczeblem wiejska jednostka terytorialna (gaun wikas samiti) w środkowej części Nepalu w strefie Bagmati w dystrykcie Katmandu. Według nepalskiego spisu powszechnego z 2001 roku liczył on 491 gospodarstw domowych i 2499 mieszkańców (1229 kobiet i 1270 mężczyzn).

## Galeria

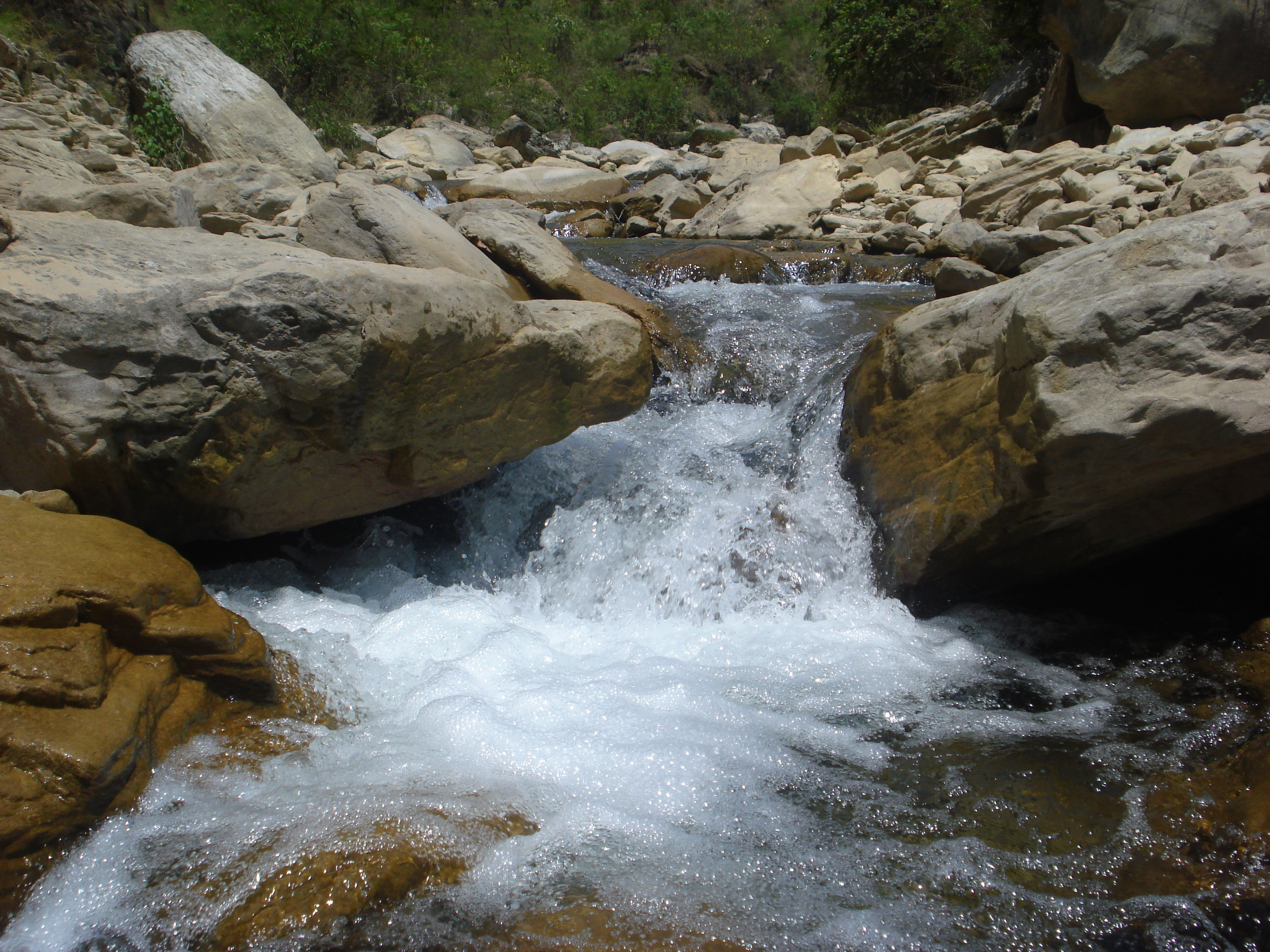
Rzeka Bagmati w Sundarijal
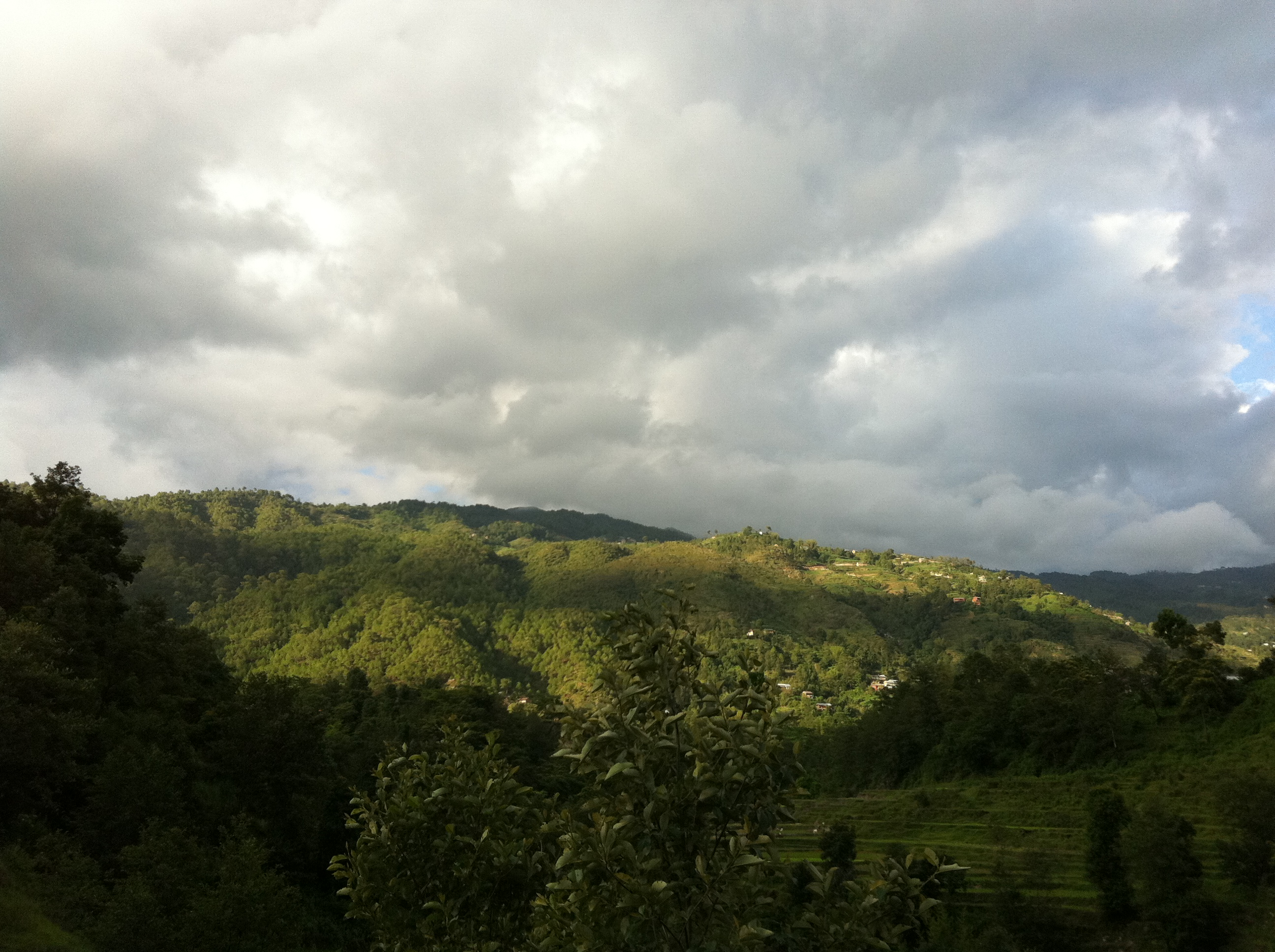
Shivapuri Nagarjun National Park
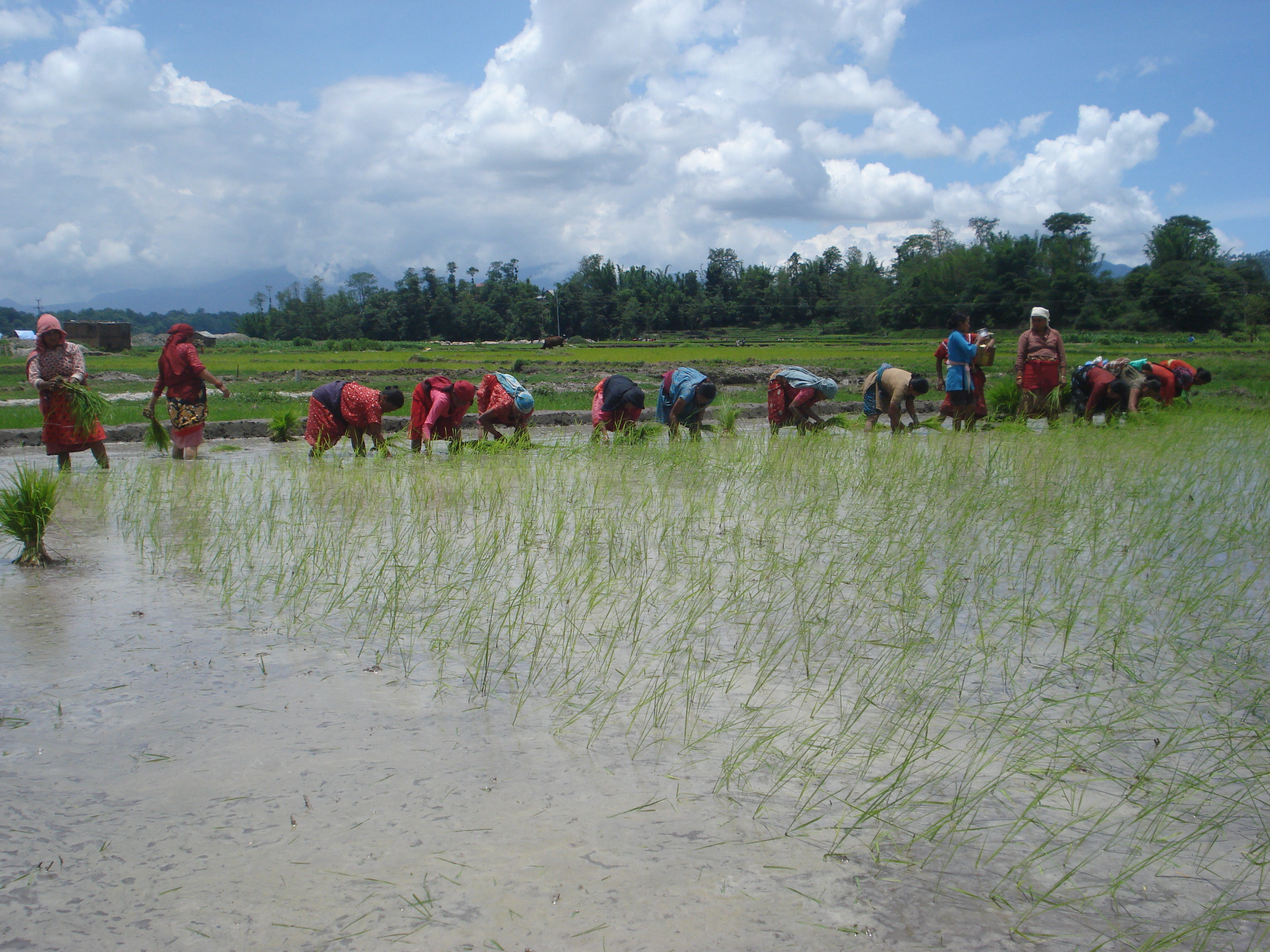
Uprawa ryżu w Sundarijal
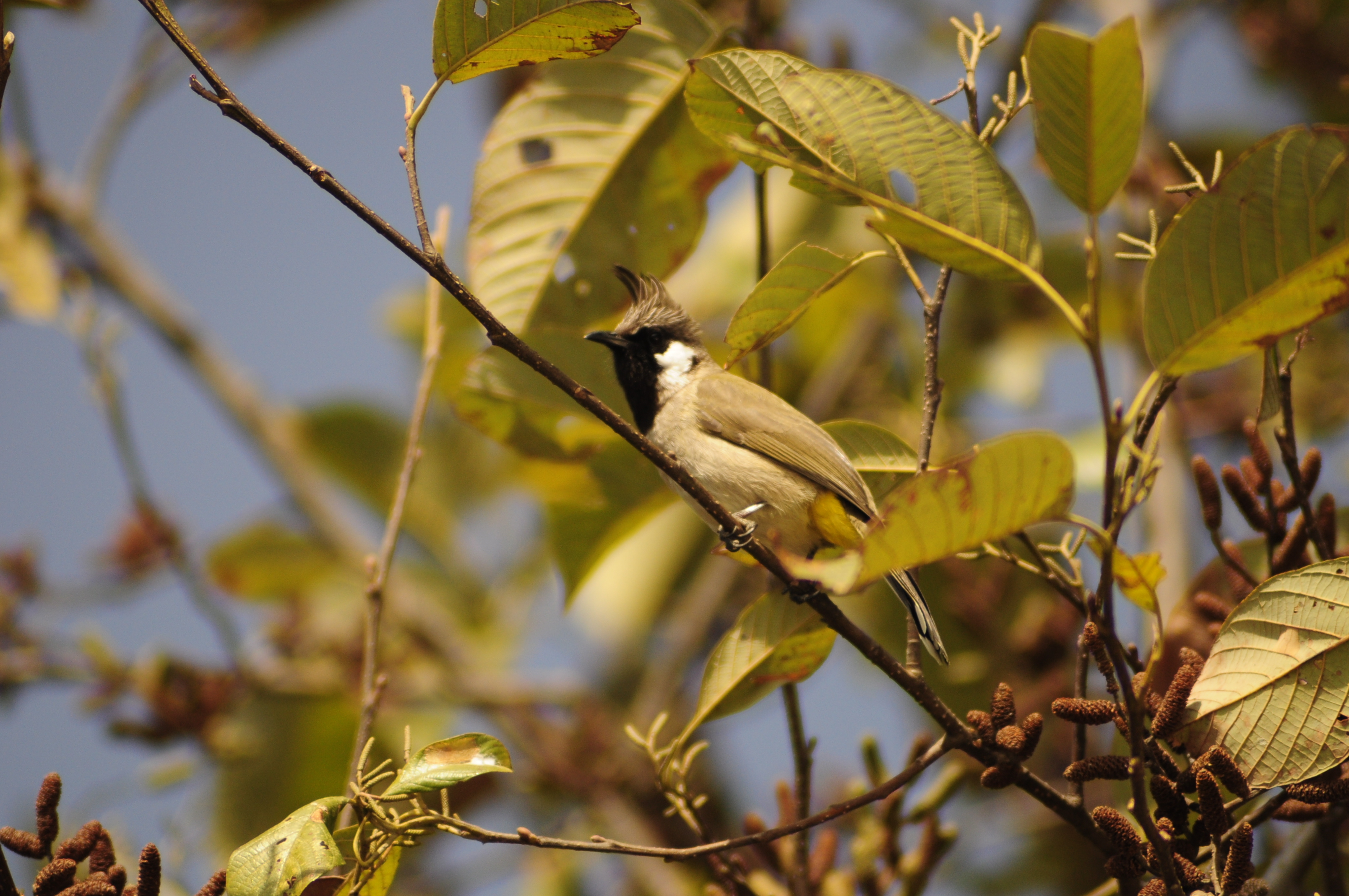
Bilbil białolicy w Sundarijal
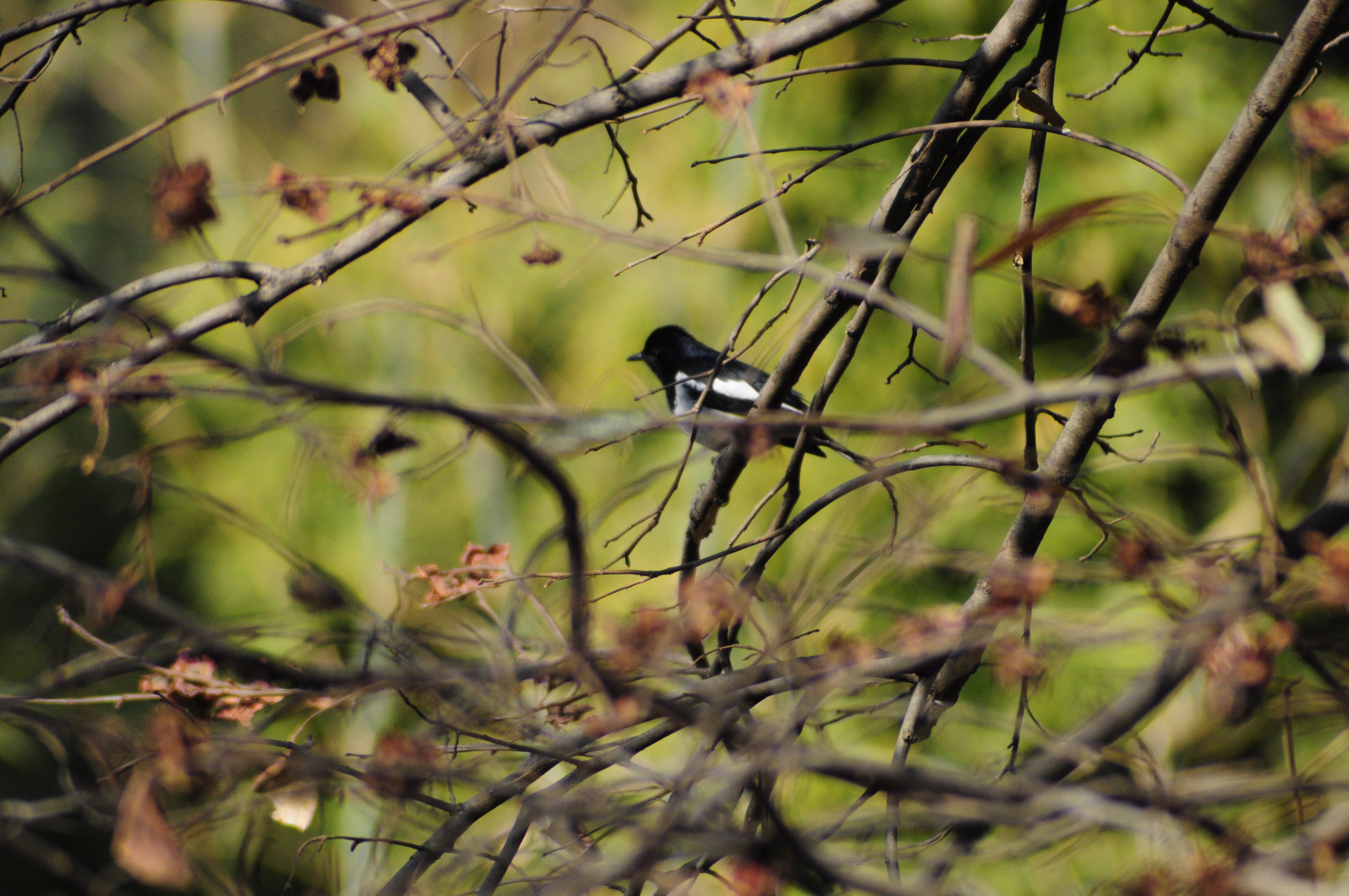
Sroczek zmienny w Sundarijal